# Acétate isobutyrate de saccharose
L'acétate isobutyrate de saccharose, SAIB, est un composé organique de formule C40H62O19. C'est un ester acétique et isobutyrique du saccharose.
Il est utilisé comme émulsifiant (E444), en particulier dans la bière, où il peut remplacer l'usage de l'huile végétale bromée.

## Préparation
L'acétate isobutyrate de saccharose s'obtient par l'estérification du saccharose en présence d'anhydride acétique et d'anhydride isobutyrique.